# Среднелогарифмический температурный напор

Изменение температуры в процессе теплообмена

Среднелогарифмический температурный напор {\displaystyle {\overline {\Delta T}}} — параметр, использующийся для определения движущей силы теплопередачи.
Для стационарных (установившихся) теплообменных процессов процесс передачи тепла описывается следующим уравнением:
{\displaystyle {\overline {\Delta Q}}=k{\overline {\Delta T}}F}
где:
- {\displaystyle \Delta Q} — количество переданного тепла за единицу времени
- {\displaystyle k} — коэффициент теплопередачи
- {\displaystyle {\overline {\Delta T}}} — среднелогарифмический температурный напор
- {\displaystyle F} — поверхность теплообмена

Среднелогарифмический температурный напор определяется формулой:
{\displaystyle {\overline {\Delta T}}={\frac {\Delta T_{1}-\Delta T_{2}}{\ln \Delta T_{1}-\ln \Delta T_{2}}}}
где
- {\displaystyle \Delta T_{1}=|T_{1}^{''}-T_{1}^{'}|}, {\displaystyle \Delta T_{2}=|T_{2}^{''}-T_{2}^{'}|} — разности температур потоков на выходе и входе из теплообменника

Для нестационарных теплообменников с изменяющейся во времени температурой потоков
{\displaystyle {\frac {Q}{\tau }}=k{\overline {\Delta T}}F}
где {\displaystyle \Delta Q} — количество переданного тепла за время {\displaystyle \tau }
Среднелогарифмический температурный напор в этом случае будет определяться следующим выражением:
{\displaystyle {\overline {\Delta T}}={\frac {\Delta T_{1}-\Delta T_{\tau }}{\ln \Delta T_{1}-\ln \Delta T_{\tau }}}}
где
- {\displaystyle {\overline {\Delta T_{1}}}} — разность температур в начальный момент времени
- {\displaystyle {\overline {\Delta T_{\tau }}}} — разность температур в момент {\displaystyle \tau }

Среднелогарифмический температурный напор применяется, в частности, для расчёта теплообменных аппаратов.